# Zweifarbiger Schöterich
Der Zweifarbige Schöterich (Erysimum bicolor) ist eine Pflanzenart aus der Familie der Kreuzblütler (Brassicaceae). Er ist endemisch auf den Kanaren und Madeira.

## Merkmale
Der Zweifarbige Schöterich ist eine ausdauernde, krautige Pflanze bis leicht verholzender, immergrüner Halbstrauch, der Wuchshöhen von bis zu etwa 1,2 Meter erreicht. Die grünen bis grünlichgrauen Laubblätter sind länglich-lanzettlich und seitlich gezähnt. Sie messen in der Regel 9 cm (ausnahmsweise auch bis 14 cm) in der Länge und 2 cm in der Breite. Sie sitzen schopfig unterhalb des Blütenstandes. Diese Art ist nur wenig behaart; die wenigen Haare sind dreistrahlig.

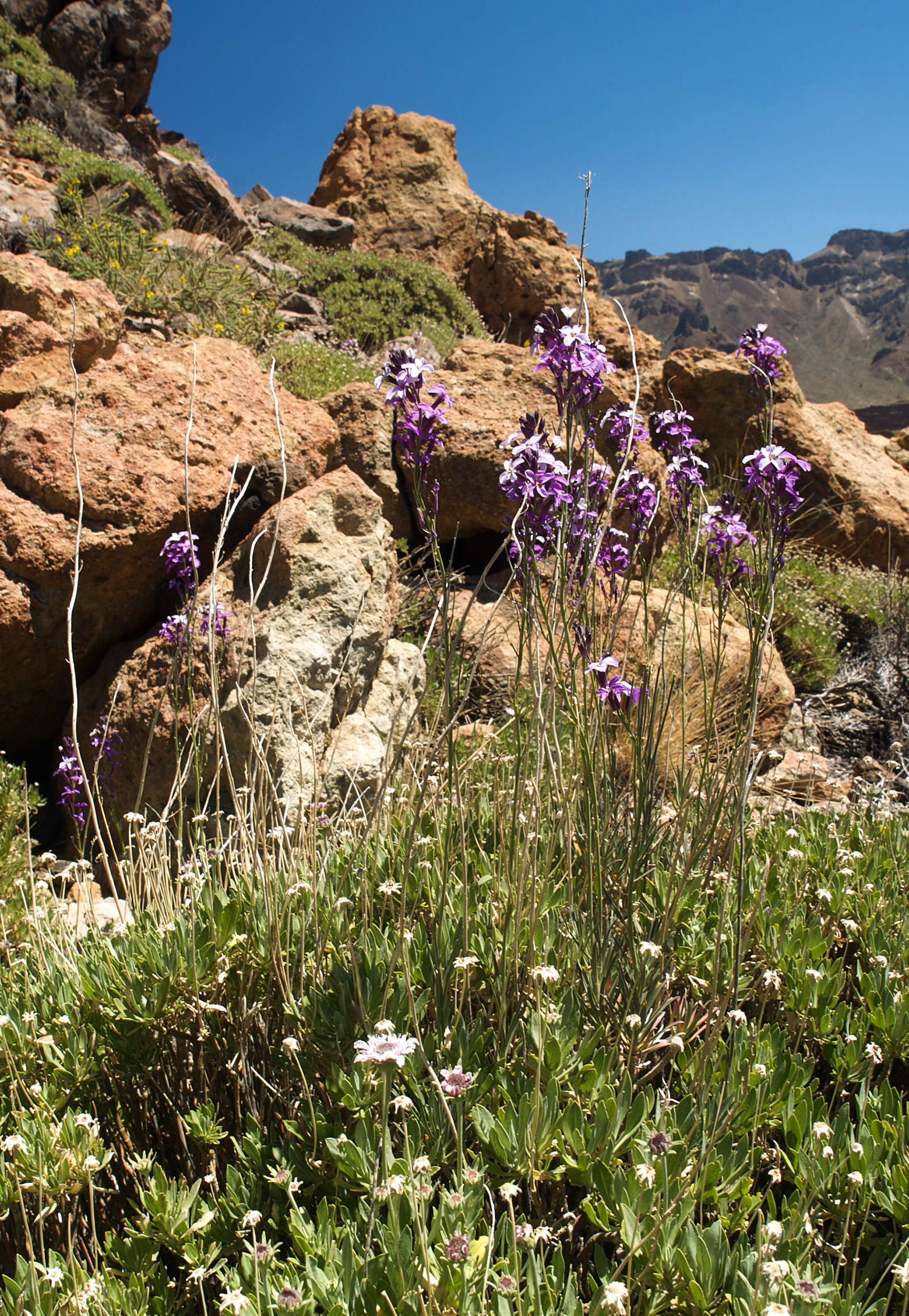
Habitus

Die meist zahlreichen vierzähligen Blüten sind zunächst weißlich und werden später violett. Sie sind 4 bis 7 mm lang und gestielt. Die Blütezeit auf den Kanaren reicht von Januar bis Juni. Die Schoten sind zwischen 2,5 und 10 Zentimeter lang und fast kahl.

## Vorkommen
Der Zweifarbige Schöterich ist endemisch auf den Kanarischen Inseln (mit Ausnahme von Lanzarote) und Madeira. Er wächst auf felsigen Hängen vom Sukkulentenbusch bis in die Lorbeerwaldregion. Er bevorzugt sonnige bis halbschattige Standorte.